# Spinimegopis huai
Spinimegopis huai är en skalbaggsart som beskrevs av Komiya och Alain Drumont 2007. Spinimegopis huai ingår i släktet Spinimegopis och familjen långhorningar. Inga underarter finns listade i Catalogue of Life.